# Stadlermühle
Stadlermühle ist ein Gemeindeteil der Gemeinde Stadlern im Oberpfälzer Landkreis Schwandorf in Bayern.
Die Stadlermühle wurde 1792 als zu Stadlern gehörende Einöde erwähnt.
Die drei Gebäude der Einöde Stadlermühle liegen im Tal des Hüttenbachs südwestlich von Stadlern. Die Stadlermühle ist, von Stadlern aus die oberste Mühle im Hüttenbach-Tal. Stadlern liegt rund einen Straßenkilometer entfernt.